# 金三寿
金三寿（1897年9月—1986年4月），男，回族，宁夏吴忠人，中华人民共和国政治人物，曾任宁夏回族自治区政协副主席，第五届全国政协委员。